# Haus Siegler

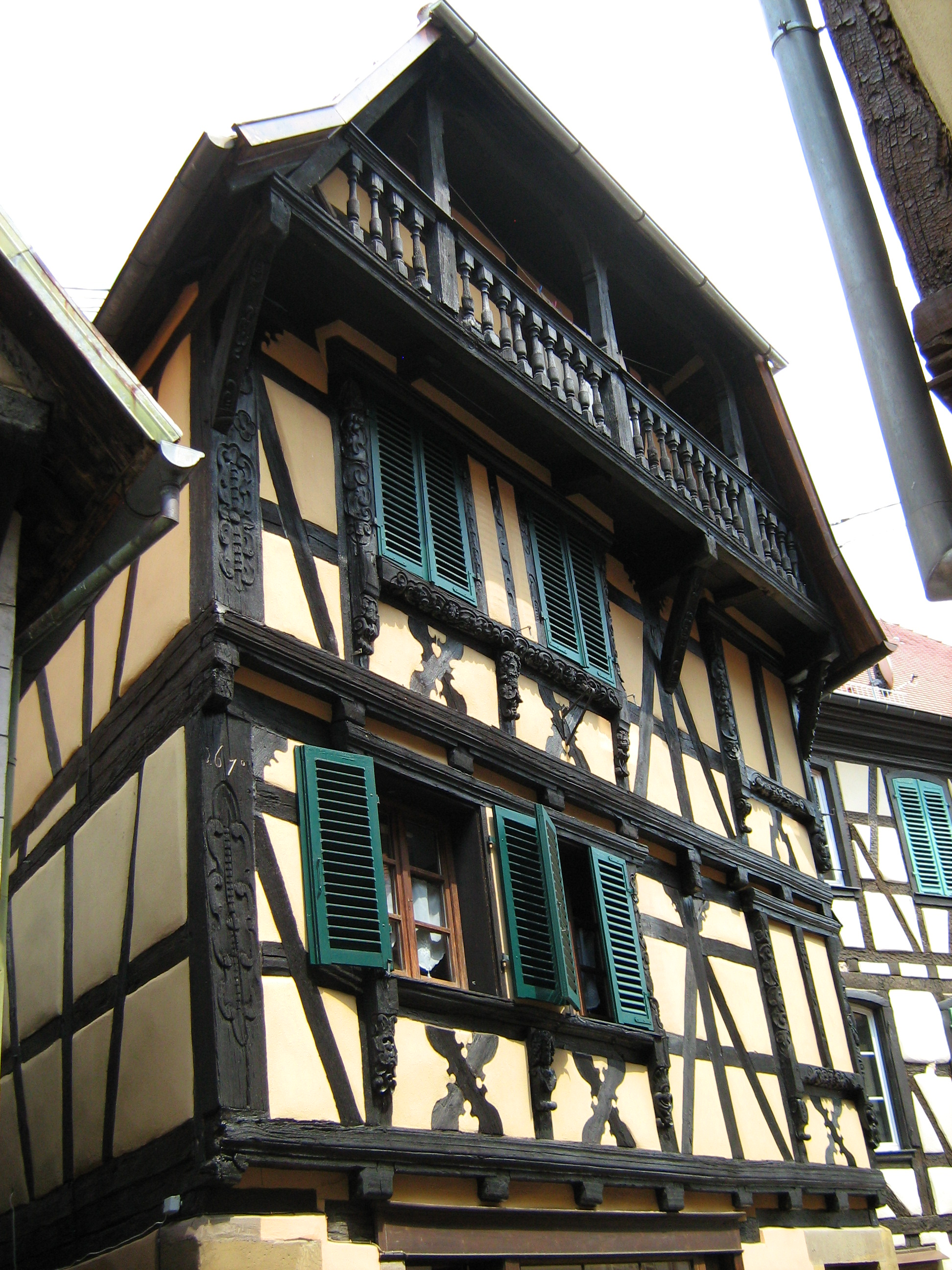
Haus Siegler in Bouxwiller

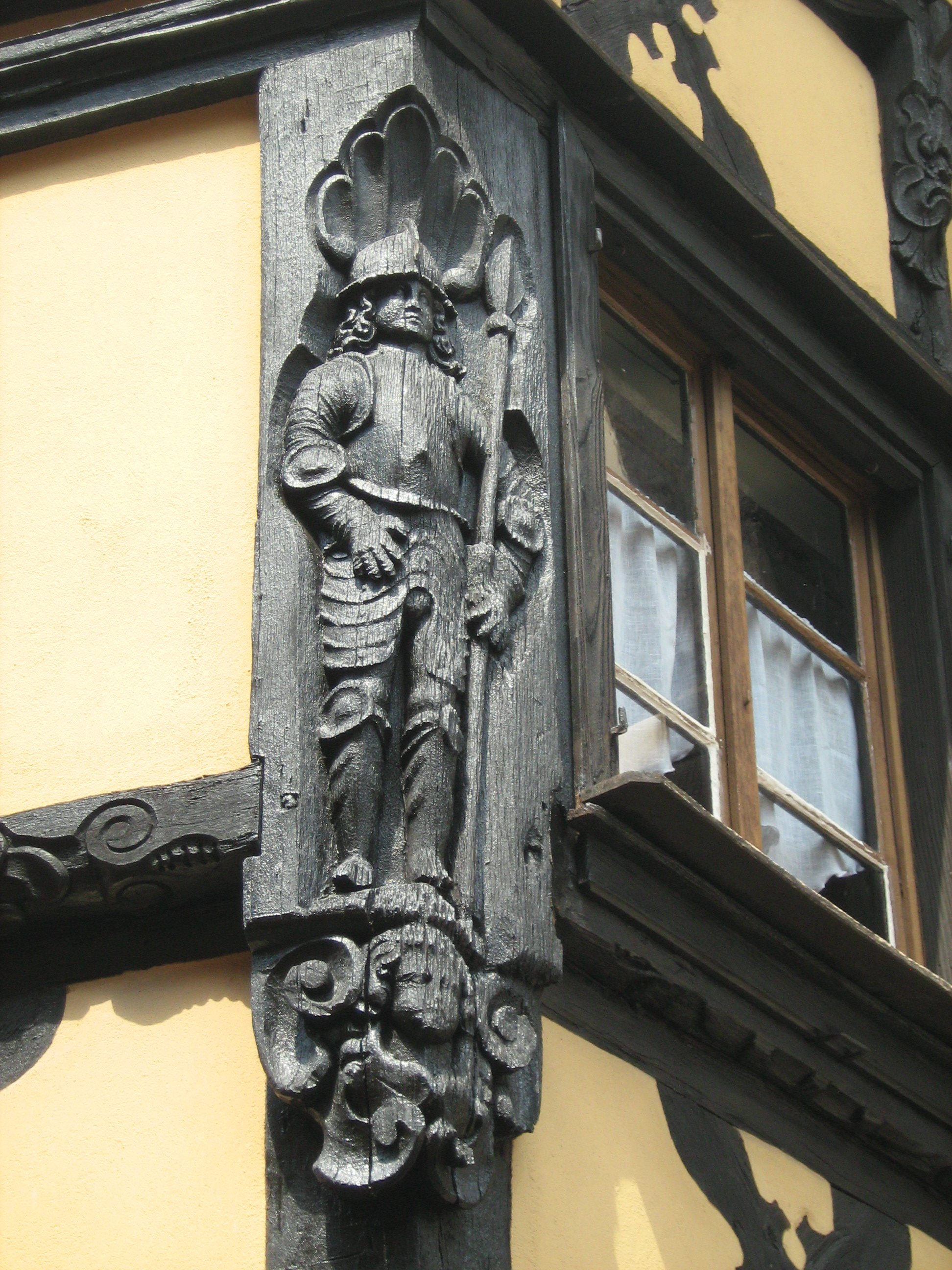
Geschnitzter Eckständer des Hauses

Das Haus Siegler in Bouxwiller, einer französischen Gemeinde im Département Bas-Rhin im Elsass, ist ein Fachwerkhaus aus der Mitte des 17. Jahrhunderts. Das seit 1930 als Monument historique klassifizierte Gebäude befindet sich in der Rue de l’Église Nr. 2.

## Architektur
Das Haus wurde 1670 für den Metzger Hans Jacob Siegler gebaut, der ebenfalls das Haus „A la Charrue“ besaß. In späterer Zeit wurden die Fenster im Erdgeschoss vergrößert und der schmale Renaissanceeingang wurde verbreitert. Die rechten Fenster des straßenseitigen Giebels wurden entfernt, sodass heute nur noch je zwei Fenster auf jedem Fachwerkstock vorhanden sind. Der Dachstock besitzt an diesem Giebel einen Balkon über die ganze Hausbreite. Als Schmuckformen der Fassade sind Andreaskreuze und Mannfiguren zu sehen. Die Eckständer und die Fenstererker sind reich geschnitzt. Auf dem ersten Stockwerk ist am Eckständer als Relief ein Landsknecht mit Lanze dargestellt.